# Reichstagswahlkreis Herzogtum Sachsen-Meiningen 1

Die Wahlkreisaufteilung des Deutschen Reichs.

Der Reichstagswahlkreis Herzogtum Sachsen-Meiningen 1 (in der reichsweiten Durchnummerierung auch Reichstagswahlkreis 364; auch Reichstagswahlkreis Meiningen-Hildburghausen genannt) war der erste Reichstagswahlkreis für das Herzogtum Sachsen-Meiningen für die Reichstagswahlen im Deutschen Reich und im Norddeutschen Bund von 1867 bis 1918.

## Wahlkreiszuschnitt
Der Wahlkreis umfasste den Kreis Meiningen und den Kreis Hildburghausen.
| Jahr | Einwohner |
| ---- | --------- |
| 1890 | 113.744   |
| 1895 | 117.791   |
| 1900 | 123.478   |
| 1905 | 131.342   |
| 1910 | 135.317   |

|      | Landwirtschaft | Industrie und Gewerbe | Handel und Dienstleistungen |
| ---- | -------------- | --------------------- | --------------------------- |
| 1895 | 50,5           | 32,0                  | 17,5                        |
| 1907 | 41,1           | 39,9                  | 19,0                        |

|      | Evangelisch | Katholisch |
| ---- | ----------- | ---------- |
| 1890 | 97,3        | 1,3        |
| 1905 | 97,2        | 1,6        |
| 1910 | 97,3        | 1,6        |

## Abgeordnete
| Wahl                                 | Abgeordneter               | Partei | Bild |
| ------------------------------------ | -------------------------- | ------ | ---- |
| Reichstagswahl Februar 1867 bis 1871 | Julius Hoffmann            | NLP    | 0    |
| Reichstagswahl 1871 bis 1874         | Hermann Friedrich Valentin | NLP    |      |
| Reichstagswahl 1874 bis 1877         | Wilhelm Kircher            | NLP    | 0    |
| Reichstagswahl 1877 bis 1879         | Eduard Rückert             | NLP    | 0    |
| Ersatzwahl 1880 bis 1884             | Karl Baumbach              | LV     |      |
| Reichstagswahl 1884 bis 1890         | Karl Zeitz                 | NLP    | 0    |
| Reichstagswahl 1890 bis 1893         | Wilhelm Thomas             | DFP    | 0    |
| Reichstagswahl 1893 bis 1898         | Hermann Paasche            | NLP    |      |
| Reichstagswahl 1898 bis 1918         | Ernst Müller               | FVp    |      |

## Wahlen

### 1867 (Februar)
Es fand nur ein Wahlgang statt. Die Zahl der gültigen Stimmen betrug 13.983.
| Kandidat        | Partei | Stimmen | in % | Anmerkungen |
| --------------- | ------ | ------- | ---- | ----------- |
| Julius Hoffmann | NLP    | 11500   | 0    | 0           |

### 1867 (August)
Es fand nur ein Wahlgang statt. Die Zahl der gültigen Stimmen betrug 10.367.
| Kandidat        | Partei | Stimmen | in % | Anmerkungen |
| --------------- | ------ | ------- | ---- | ----------- |
| Julius Hoffmann | NLP    | 10046   | 0    | 0           |

### 1871
Es fand ein Wahlgang statt. 22.108 Männer waren wahlberechtigt. Die Zahl der abgegebenen Stimmen betrug 13.383, 113 Stimmen waren ungültig. Die Wahlbeteiligung betrug 70,1 %.
| Kandidat                   | Partei   | Stimmen | in % | Anmerkungen               |
| -------------------------- | -------- | ------- | ---- | ------------------------- |
| Hermann Friedrich Valentin | NLP      | 10.046  | 0    | 0                         |
| Liebmann                   | LRP      | 5922    | 0    | Oberlandgerichtspräsident |
| 0                          | Sonstige | 153     | 0    | 0                         |

### 1874
Es fand ein Wahlgang statt. 22.050 Männer waren wahlberechtigt. Die Zahl der abgegebenen Stimmen betrug 13.284, 31 Stimmen waren ungültig. Die Wahlbeteiligung betrug 60,4 %.
| Kandidat        | Partei   | Stimmen | in % | Anmerkungen |
| --------------- | -------- | ------- | ---- | ----------- |
| Wilhelm Kircher | NLP      | 11.720  | 0    | 0           |
| Haas            | F        | 1480    | 0    | Kaufmann    |
| 0               | Sonstige | 84      | 0    | 0           |

### 1877
Es fand ein Wahlgang statt. 22.750 Männer waren wahlberechtigt. Die Zahl der abgegebenen Stimmen betrug 14.050, 69 Stimmen waren ungültig. Die Wahlbeteiligung betrug 62,1 %.
| Kandidat       | Partei   | Stimmen | in % | Anmerkungen |
| -------------- | -------- | ------- | ---- | ----------- |
| Eduard Rückert | NLP      | 12.773  | 0    | 0           |
| Grillenberger  | S        | 614     | 0    | 0           |
|                | F        | 607     | 0    | 0           |
| 0              | Sonstige | 56      | 0    | 0           |

### 1878
Es fand ein Wahlgang statt. 23.347 Männer waren wahlberechtigt. Die Zahl der abgegebenen Stimmen betrug 16.225, 61 Stimmen waren ungültig. Die Wahlbeteiligung betrug 69,6 %.
| Kandidat       | Partei   | Stimmen | in % | Anmerkungen |
| -------------- | -------- | ------- | ---- | ----------- |
| Eduard Rückert | NLP      | 12.473  | 0    | 0           |
| Grillenberger  | S        | 96      | 0    | 0           |
| von Buttlar    | DRP      | 3639    | 0    | 0           |
| 0              | Sonstige | 17      | 0    | 0           |

### Ersatzwahl 1880
Rückert legte das Mandat am 30. Oktober 1879 wegen seiner Ernennung zum Präsidenten des Landgerichts Weimar nieder. Es kam zu einer Ersatzwahl am 5. Januar 1880. Es fand ein Wahlgang statt. Die Zahl der abgegebenen Stimmen betrug 11.360.
| Kandidat      | Partei   | Stimmen | in % | Anmerkungen |
| ------------- | -------- | ------- | ---- | ----------- |
| Karl Baumbach | NLP      | 6754    | 0    | 0           |
| von Buttlar   | DRP      | 4592    | 0    | 0           |
| 0             | Sonstige | 14      | 0    | 0           |

### 1881
Am 30. August 1880 trat Baumbach aus der NLP aus und wechselte zur LibV. Entsprechend stellte die NLP bei der Reichstagswahl 1881 einen anderen Kandidaten auf.
Es fand ein Wahlgang statt. 22.857 Männer waren wahlberechtigt. Die Zahl der abgegebenen Stimmen betrug 15.255, 32 Stimmen waren ungültig. Die Wahlbeteiligung betrug 67 %.
| Kandidat      | Partei   | Stimmen | in % | Anmerkungen |
| ------------- | -------- | ------- | ---- | ----------- |
| Karl Baumbach | LibV     | 10.620  | 0    | 0           |
| Trinks        | NLP      | 4628    | 0    | 0           |
| 0             | Sonstige | 7       | 0    | 0           |

### 1884
Es fand ein Wahlgang statt. 23108 Männer waren wahlberechtigt. Die Zahl der abgegebenen Stimmen betrug 18900, 81 Stimmen waren ungültig. Die Wahlbeteiligung betrug 82,1 %.
| Kandidat   | Partei   | Stimmen | in % | Anmerkungen |
| ---------- | -------- | ------- | ---- | ----------- |
| Karl Zeitz | NLP      | 10.646  | 0    | 0           |
|            | F        | 8250    | 0    | 0           |
| 0          | Sonstige | 4       | 0    | 0           |

### 1887
Es fand ein Wahlgang statt. 23417 Männer waren wahlberechtigt. Die Zahl der abgegebenen Stimmen betrug 17680, 55 Stimmen waren ungültig. Die Wahlbeteiligung betrug 75,7 %.
| Kandidat   | Partei   | Stimmen | in % | Anmerkungen |
| ---------- | -------- | ------- | ---- | ----------- |
| Karl Zeitz | NLP      | 10.569  | 0    | 0           |
|            | F        | 7085    | 0    | 0           |
| 0          | Sonstige | 26      | 0    | 0           |

### 1890
Es fand ein Wahlgang statt. Die Zahl der Wahlberechtigten betrug 23.557. Die Zahl der abgegebenen gültigen Stimmen betrug 18.557, 33 Stimmen waren ungültig. Die Wahlbeteiligung belief sich auf 78,8 %.
| Kandidat      | Partei   | Stimmen | in %   | Anmerkungen                            |
| ------------- | -------- | ------- | ------ | -------------------------------------- |
| Iwan Baumbach | DFP      | 11.332  | 61,2 % | 0                                      |
| Karl Zeitz    | NLP      | 7040    | 38,0 % | 0                                      |
| Carl Krüger   | SPD      | 146     | 0,8 %  | Tischler und Redakteur aus Halle/Saale |
| 0             | Sonstige | 6       | 0,0 %  | 0                                      |

### Ersatzwahl 1890
Iwan Baumbach war auch im Reichstagswahlkreis Herzogtum Sachsen-Altenburg gewählt worden. Er nahm daher das Mandat in diesem Wahlkreis nicht an und es kam zu einer Ersatzwahl. Es fand ein Wahlgang statt. Die Zahl der Wahlberechtigten betrug 23.557. Die Zahl der abgegebenen gültigen Stimmen betrug 17.020, 45 Stimmen waren ungültig. Die Wahlbeteiligung belief sich auf 72,3 %.
| Kandidat       | Partei   | Stimmen | in %   | Anmerkungen |
| -------------- | -------- | ------- | ------ | ----------- |
| Wilhelm Thomas | DFP      | 9876    | 58,2 % | 0           |
| Karl Zeitz     | NLP      | 7074    | 41,7 % | 0           |
| Carl Krüger    | SPD      | 11      | 0,1 %  | 0           |
| 0              | Sonstige | 14      | 0,1 %  | 0           |

### 1893
Weigt wurde auch von der FVg unterstützt.
Es fanden zwei Wahlgänge statt. Die Zahl der Wahlberechtigten betrug 23.981. Die Zahl der abgegebenen gültigen Stimmen betrug im ersten Wahlgang 15.295, 38 Stimmen waren ungültig. Die Wahlbeteiligung belief sich auf 63,8 %.
| Kandidat        | Partei   | Stimmen | in %   | Anmerkungen               |
| --------------- | -------- | ------- | ------ | ------------------------- |
| Wehner          | DSP      | 1214    | 8,0 %  | Dr. aus Suhl              |
| Carl Weigt      | FVP      | 5537    | 36,3 % | Schriftsteller aus Berlin |
| Hermann Paasche | NLP      | 5856    | 38,4 % | 0                         |
| Eduard Wehder   | SPD      | 2646    | 17,3 % | 0                         |
| 0               | Sonstige | 4       | 0,0 %  | 0                         |

In der Stichwahl unterstützten die Sozialdemokraten den linksliberalen Kandidaten.
Die Zahl der abgegebenen gültigen Stimmen betrug in der Stichwahl 16.240, 56 Stimmen waren ungültig. Die Wahlbeteiligung belief sich auf 67,7 %.
| Kandidat        | Partei | Stimmen | in %   | Anmerkungen |
| --------------- | ------ | ------- | ------ | ----------- |
| Carl Weigt      | FVP    | 7276    | 45,0 % | 0           |
| Hermann Paasche | NLP    | 8908    | 55,0 % | 0           |

### 1898
Es fanden zwei Wahlgänge statt. Die Zahl der Wahlberechtigten betrug 25.098. Die Zahl der abgegebenen gültigen Stimmen betrug im ersten Wahlgang 15.884, 39 Stimmen waren ungültig. Die Wahlbeteiligung belief sich auf 63,3 %.
| Kandidat         | Partei   | Stimmen | in %   | Anmerkungen            |
| ---------------- | -------- | ------- | ------ | ---------------------- |
| Hermann Kurzhals | DSR      | 2831    | 17,9 % | Schriftleiter aus Suhl |
| Ernst Müller     | FVP      | 4716    | 29,8 % | 0                      |
| Hermann Paasche  | NLP      | 4945    | 31,2 % | 0                      |
| Eduard Wehder    | SPD      | 3348    | 21,1 % | 0                      |
| 0                | Sonstige | 5       | 0,0 %  | 0                      |

In der Stichwahl unterstützten die Sozialdemokraten den linksliberalen Kandidaten.
Die Zahl der abgegebenen gültigen Stimmen betrug in der Stichwahl 16.310, 49 Stimmen waren ungültig. Die Wahlbeteiligung belief sich auf 65,0 %.
| Kandidat        | Partei | Stimmen | in %   | Anmerkungen |
| --------------- | ------ | ------- | ------ | ----------- |
| Ernst Müller    | FVP    | 9848    | 60,6 % | 0           |
| Hermann Paasche | NLP    | 6413    | 39,4 % | 0           |

### 1903
Der BdL-Kandidat wurde auch von DSP und Konservativen unterstützt.
Es fanden zwei Wahlgänge statt. Die Zahl der Wahlberechtigten betrug 26.748. Die Zahl der abgegebenen gültigen Stimmen betrug im ersten Wahlgang 20.122, 79 Stimmen waren ungültig. Die Wahlbeteiligung belief sich auf 75,2 %.
| Kandidat                | Partei   | Stimmen | in %   | Anmerkungen                 |
| ----------------------- | -------- | ------- | ------ | --------------------------- |
| Freiherr von Wangenheim | BdL      | 4915    | 24,5 % | Gutsbesitzer in Hütscheroda |
| Ernst Müller            | FVP      | 6477    | 32,3 % | 0                           |
| Eduard Fritze           | NLP      | 3891    | 19,4 % | Oberbaurat aus Meiningen    |
| Eduard Wehder           | SPD      | 4757    | 23,8 % | 0                           |
| 0                       | Sonstige | 3       | 0,0 %  | 0                           |

In der Stichwahl rief die lokale NLP-Organisation zur Stimmenthaltung auf, da dieser angekündigt hatte, sich im Reichstag für neue Steuern auf Bier, Tabak und Brandwein einsetzen zu wollen. Nach Intervention von Staatsminister Rudolf von Ziller änderten sie die Empfehlung und gaben die Abstimmung frei. 
Die Zahl der abgegebenen gültigen Stimmen betrug in der Stichwahl 18.977, 132 Stimmen waren ungültig. Die Wahlbeteiligung belief sich auf 70,9 %.
| Kandidat     | Partei | Stimmen | in %   | Anmerkungen |
| ------------ | ------ | ------- | ------ | ----------- |
| Wangenheim   | BdL    | 7411    | 39,3 % | 0           |
| Ernst Müller | FVP    | 11.434  | 60,7 % | 0           |

### 1907
Eigentlich wollten alle bürgerlichen Parteien einen Einheitskandidaten aufstellen. DSP und BdL verweigerten sich aber diesem Vorgehen und stellten Wegner auf, der versprach, sich im Reichstag der Fraktion der WVg anzuschließen.
Es fand ein Wahlgang statt. Die Zahl der Wahlberechtigten betrug 28.011. Die Zahl der abgegebenen gültigen Stimmen betrug 23.648, 72 Stimmen waren ungültig. Die Wahlbeteiligung belief sich auf 84,4 %.
| Kandidat      | Partei   | Stimmen | in %   | Anmerkungen                      |
| ------------- | -------- | ------- | ------ | -------------------------------- |
| Ernst Müller  | FVP      | 12.764  | 54,1 % | 0                                |
| Eduard Wehder | SPD      | 5173    | 22,0 % | 0                                |
| Wegner        | WVg      | 5634    | 23,9 % | Apotheker aus Berlin-Wilmersdorf |
| 0             | Sonstige | 5       | 0,0 %  | 0                                |

### 1912
Schäfer wurde von DSP und BdL unterstützt.
Es fanden zwei Wahlgänge statt. Die Zahl der Wahlberechtigten betrug 29.421. Die Zahl der abgegebenen gültigen Stimmen betrug im ersten Wahlgang 24.627, 61 Stimmen waren ungültig. Die Wahlbeteiligung belief sich auf 83,7 %.
| Kandidat     | Partei   | Stimmen | in %   | Anmerkungen                     |
| ------------ | -------- | ------- | ------ | ------------------------------- |
| Ernst Müller | FoVP     | 9686    | 39,4 % | 0                               |
| Karl Knauer  | SPD      | 9822    | 40,0 % | 0                               |
| Schäfer      | WVg      | 5056    | 20,6 % | Redakteur aus Berlin-Karlshorst |
| 0            | Sonstige | 2       | 0,0 %  | 0                               |

Vor der Stichwahl riefen die bürgerlichen Parteien die FoVG zum Abschluss eines Stichwahlankommens auf. Die FoVG erfüllte diese Forderung nicht, daher wurde von den bürgerlichen Parteien ein Aufruf zur Stimmenthaltung beschlossen. Die bürgerlichen Zeitungen im Wahlkreis weigerten sich aber, diesen zu veröffentlichen, um einen Wahlsieg der SPD zu vermeiden.
Die Zahl der abgegebenen gültigen Stimmen betrug in der Stichwahl 24.560, 619 Stimmen waren ungültig. Die Wahlbeteiligung belief sich auf 83,5 %.
| Kandidat     | Partei | Stimmen | in %   | Anmerkungen |
| ------------ | ------ | ------- | ------ | ----------- |
| Ernst Müller | FoVP   | 13.235  | 55,3 % | 0           |
| Karl Knauer  | SPD    | 10.706  | 44,7 % | 0           |